# Панагарис, Орианти
Орианти Панагарис (англ. Orianthi Panagaris; род. 22 января 1985), обычно называемая просто Орианти — австралийская гитаристка и певица. Орианти более известна как гитаристка Майкла Джексона в его несостоявшемся туре-возвращении This Is It и участница группы Элиса Купера.

## Жизнь и карьера
Орианти родилась в Аделаиде, но по происхождению она наполовину гречанка Она училась игре на акустической гитаре с 6 лет у своего отца, с 12 начала заниматься на электрогитаре, а в 15 лет оставила школу, чтобы сосредоточиться на написании песен и выступлениях. С 14 лет Орианти играла в различных группах своих друзей в Англии и Франции. В 18 лет она получила возможность встретиться и сыграть вместе с Карлосом Сантаной. Он пригласил Орианти сыграть джем в саундчеке. В конце 2006 года она подписала контракт со звукозаписывающей фирмой Geffen Records и в данный момент живёт в Лос-Анджелесе, Калифорния. Должна была выступать на туре «THIS IS IT» вместе с Майклом Джексоном.
В 2011—14 гг. выступала как лайв-гитаристка у Элиса Купера.
С 2014 по 2018 встречалась и выступала с Ричи Самборой, совместно с которым под названием RSO (Richie Sambora + Orianthi) было выпущено три альбома.
Использует гитары фирм PRS, усилители EVH и Marshall.

## Дискография
- 2007 — Violet Journey
- 2009 — Believe
- 2010 — Believe (II)
- 2011 — Fire EP
- 2013 — Heaven In This Hell
- 2017 — Rise (EP, совместно с Ричи Самбора)
- 2017 — Making History (EP, совместно с Ричи Самбора)
- 2018 — Radio Free America (совместно с Ричи Самбора)
- 2022 — Rock Candy